# Suor Letizia - Il più grande amore
Suor Letizia - Il più grande amore è un film del 1956 diretto da Mario Camerini e interpretato da Anna Magnani. Il film ha avuto ben 12 sceneggiatori. Anna Magnani vinse per il film il Nastro d'argento alla migliore attrice protagonista.

## Trama
Suor Letizia, dopo aver operato in missioni africane, viene inviata a chiudere un convento su un'isola del golfo di Napoli e, appena arrivata a destinazione, si impegna con successo per ottenere buone offerte per la vendita dei terreni del convento. Qui conosce un bambino di nome Salvatore, orfano di padre, a cui si affeziona.
Con grande abilità poi, suor Letizia va oltre il compito affidatole e si impegna per evitare la chiusura del convento e per riaprire l'asilo infantile che un tempo le suore tenevano; così viene mandata a monte la vendita.
Durante il suo soggiorno nell'isola si affeziona sempre più al piccolo Salvatore, la cui madre, Assunta, pensa di sposarsi una seconda volta. Il fidanzato di lei però non ha nessuna intenzione di prendere Salvatore nella futura famiglia e la donna, messa alle strette, alla fine sceglie di seguire l'amato a Napoli e di lasciare Salvatore nel convento, affidandolo a suor Letizia. A partire da questo momento, Suor Letizia inizia a sentirsi sempre meno suora e sempre più donna e madre, finendo per trascurare i propri doveri.
L'attaccamento di Suor Letizia al bambino viene notato dalle consorelle, che le fanno notare con rispetto come la sua preferenza sia ormai evidente a tutti gli altri bambini dell'asilo. Richiamata a Roma, Suor Letizia decide di portare con sé Salvatore suscitando la disapprovazione delle consorelle. La notte prima di partire, però, il bambino dimostra chiaramente a suor Letizia che lei non potrebbe sostituire nel suo cuore la madre come, fino a quel momento, ella si era illusa di poter fare.
Il giorno dopo suor Letizia decide di anteporre il bene del bambino al proprio: si reca così a Napoli anziché a Roma, riportando il piccolo alla madre e intervenendo energicamente di fronte al fidanzato, affinché questi accetti Salvatore nella nuova famiglia.